# Chittagong Divisional Stadium
Das Chittagong Divisional Stadium, auch als Zohur Ahmed Chowdhury Stadium bekannt, ist ein Cricketstadion im bangladeschischen Chittagong.

## Geschichte
Das Stadion wurde in Vorbereitung zur ICC U19-Cricket-Weltmeisterschaft 2004 errichtet.

## Kapazität und Infrastruktur
Das Stadion hat eine Kapazität von etwa 22.000 Zuschauern und ist mit einer Flutlichtanlage ausgestattet. Die beiden Enden des Wickets heißen Ispahani End und UCB End.

## Internationales Cricket
Das Stadion wurde erstmals in der Saison 2005/06 gegen Sri Lanka für einen Test und ein ODI eingesetzt. Während des Cricket World Cup 2011 fanden hier zwei Gruppenspiele statt. Bei der Tour Sri Lankas in der Saison 2017/18 wurde der Pitch des Stadions vom Weltverband International Cricket Council als unterdurchschnittlich bewertet. Beim ICC World Twenty20 2014 wurden hier ebenfalls Partien ausgetragen.

## Nationales Cricket
Im bangladeschischen nationalen Cricket dient das Stadion als Heimstätte der Chittagong Division. In der Bangladesh Premier League tragen hier die Chittagong Vikings ihre Heimspiele aus.